# Lynton Urban District
Der Lynton Urban District war ein Urban District in Devon. Er umfasste nur die Gemeinde Lynton.

## Geschichte
1894 wurden alle Orte, die nicht als Municipal Boroughs selbstständig wurden, zu Urban Districts, wodurch dieser Distrikt entstand. Am 1. April 1935 kamen 325 Acres (ca. 1,32 km²) aus dem Barnstaple Rural District hinzu. Mit dem Local Government Act 1972, der am 1. April 1974 in Kraft trat, wurde der Distrikt Bestandteil des neuen Districts North Devon. Der Distrikt hatte 1911 eine Fläche von 7.202 Statute Acres (ca. 29,15 km²).

## Einwohnerentwicklung
| Jahr | Einwohner |
| ---- | --------- |
| 1911 | 1.770     |
| 1921 | 2.587     |
| 1931 | 2.011     |
| 1939 | 2.079     |
| 1951 | 2.120     |
| 1961 | 1.918     |